# Uremovići
Uremovići (cyr. Уремовићи) – wieś w Czarnogórze, w gminie Pljevlja. W 2011 roku liczyła 55 mieszkańców.